# Барвінок (журнал)
«Барві́нок» — щомісячний літературно-художній і загальноосвітній журнал для дітей молодшого та середнього шкільного віку, який виходив до 2019 року включно. Одне з кількох найстаріших періодичних видань України. Сукупний наклад за більш як 86 років перевищив 315 мільйонів примірників.

## Історія

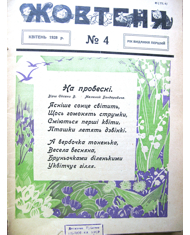
Журнал «Жовтеня» № 4, 1928 рік

Заснований у січні 1928 р. у Харкові під назвою «Жовтеня». Після воєнної перерви випуск відновлено у квітні-травні 1945 р. у Києві вже під новою назвою — «Барвінок». Ініціатива перейменування належить відомій дитячій письменниці Наталі Забілі за підтримки поета П. Г. Тичини, тодішнього міністра освіти УРСР. Перший номер «Барвінку» відкривався однойменним віршем Н.Забіли — як своєрідним поетичним маніфестом видання.
У 1950–98 рр. дублювався російськомовним випуском. До 1991 р. виходив як «журнал ЦК ЛКСМУ та республіканської ради піонерської організації» у складі книжково-журнального видавництва «Молодь». Після цього засновником і видавцем журналу є трудовий колектив редакції.
В історії вітчизняної журналістики засвідчено такий факт: з усієї періодики лише «Барвінку» судилося тривалий час масовими тиражами представляти Україну на всій території колишнього СРСР і за його межами. Побудованому переважно на українському матеріалі, йому випала унікальна місія підтримання та збереження національної ідентичності поза материковою Вітчизною. З 50-х і до початку 90-х років ХХ ст. з його 1,2–1,8 млн щомісячних накладів 600—800 тис. розповсюджувалися в усіх без винятку союзних республіках, передусім у районах скупченого проживання українців (у низці областей, приміром Росії, замовлені тиражі за передплатою перевищували 10 тис.). За межі України відправлялося у цей період від 30 до 50 тис. прим. україномовного випуску. 150—180 тис. прим. щомісяця отримували родини військовослужбовців у місцях дислокації радянських військ у тодішніх НДР, ЧССР, ПНР та Монголії. А всього видання надходило до 28 країн світу.
До 1990 р. «Барвінок» був єдиним українським періодичним виданням для молодших школярів. Як «журнал жовтенят» мав відтворювати погляди радянської ідеології на виховання. Однак, як зазначають дослідники, попри жорстку ідеологічну цензуру, «Барвінку» на загал вдавалося уникати надмірної політизації й, талановито апелюючи до емоційного світу дитини, захоплювати її увагу тим, що належить до загальнолюдських цінностей і що закладалося у духовні підвалини читацьких поколінь. До того ж він став цікавим джерелом пізнавальної інформації. Все це було тим визначальним, що забезпечувало «Барвінку» велику і сталу аудиторію як одного з найпопулярніших читацьких захоплень.

Наталя Забіла

«Барвінок» завжди сприймався насамперед як літературне видання. Його становлення припало на часи шаленого сталінського терору і тотального наступу в усіх сферах, у тому числі — культурі, мистецтві, освіті. Під впливом потужної у І пол. 30-х років Харківської педагогічної школи відкидалась художність дитячої книги, заперечувалася світова класика, народна казка і т. д., що навіть викликало деякий спротив. У 1935 р. до ж. «Жовтеня» було приєднано видання для найменших «Тук-тук», і літературна складова об'єднаного щомісячника помітно збагатилася якісними творами. Наталя Забіла, Оксана Іваненко, Олександр Копиленко, Микола Трублаїні, Олесь Донченко, Володимир Владко, Марія Пригара тощо, які у 30-ті роки та в перше повоєнне десятиліття гуртувалися навколо «Барвінку», були «дітьми свого часу». Та саме їхні твори розвивали тодішню українську дитячу літературу, чимало з них на півстоліття стали хрестоматійними, окремі й донині перебувають в активному читацькому вжитку.
Літературна доля «Барвінку» у другій половині XX ст. склалася доволі успішно. Його очолювали і до складу редакції та редколегії входили відомі письменники. Журнал, хоч і належав комсомолу, але перебував під сильним впливом письменницької організації. До кінця XX ст. у ньому виступили представники усіх літературних поколінь.
Поява у щомісячнику в 1953–1954 рр. першої частини популярної і досі трилогії М. М. Носова про Незнайка («Пригоди Незнайка і його товаришів») започаткувала відому традицію першодруку творів, яким судився успіх і тривале літературне життя. З перших публікацій у ньому також починався творчий шлях багатьох літераторів, які згодом уславили рідне письменство. Зокрема, з «Барвінком» тісно пов'язана творчість одного із найвідоміших дитячих письменників В. З. Нестайка, а також Б. Й. Чалого, Д. Г. Білоуса, А.Костецького, Галини Малик тощо. Більшість лауреатів урядової премії ім. Лесі Українки за найкращі літературні твори для дітей, а також значна частина лауреатів Національної премії ім. Т. Г. Шевченка були авторами «Барвінку». А Б. Й. Чалий у 1974 р. та В. З. Нестайко у 1979 р. стали єдиними українськими письменниками, удостоєними у XX ст. відзнак престижної міжнародної премії ім. Г.-К. Андерсена.
У 1978–88 рр. журнал мав власну літературно-мистецьку премію ім. О. Копиленка. Серед 26 її лауреатів — Віктор Близнець, Всеволод Нестайко, Наталя Забіла, Дмитро Павличко, Лариса Письменна, Степан Пушик, Василь Довжик, Вадим Скомаровський, Анатолій Бортняк, Валерій Шевчук, Дмитро Білоус (подано в хронологічному порядку). 10 років при журналі працювала студія для літературно обдарованих дітей, якою опікувався письменник Анатолій Качан.
З «Барвінком» співпрацювали уславлені українські художники-ілюстратори — В. Касіян, Т. Яблонська, Д. Дерегус, В. Григор'єв, Г. Якутович, В. Литвиненко, М. Пшінка та ін.
Головними редакторами журналу були відомі літератори:
- Наталя Забіла — у 1945–1947 рр.,
- Оксана Іваненко — 1947–1951 рр.,
- Богдан Чалий — 1951–1975 рр.,
- Анатолій Давидов — 1975–1984 рр.,
- Василь Моруга — 1984–1989 рр.,
- Василь Воронович — з 1989 р.

Художнім редактором у 1970–1980-х роках був Міхнушов (Міхнушев) Олександр.

## «Барвінок» у новітній добі
У першій половині 1990-х років «Барвінок» опинився в цілком незвичній для себе ситуації. Він втратив ринки поза Україною та своє майже монопольне становище на внутрішньому, який бурхливо і стихійно наповнювався новими виданнями, переважно не обтяженими виховними чи культурницькими зобов'язаннями. Слабшали традиційні інститути, в гуманітарній сфері посилювалася дезорієнтація. У дитячому середовищі стрімко розвивалися інші вподобання, а книга, читання відсувалися на узбіччя свідомості.
Наклади журналу, хоч значно поменшали, та все ж навіть в умовах гіперінфляції давали змогу безперебійного випуску номерів. У тій порі він уже був повністю незалежний, відбулася зміна складу редакції, редколегії та авторського активу. До роботи в журналі прийшли люди з досвідом у дитячій літературі, журналістиці. Їх об'єднувала традиційна професійна вимогливість до читання як одного з найважливіших інструментів розвитку дитини та націонал-демократичні ідеї. Для них також неприйнятною була «комерціалізація» видання задля фінансових вигод і дуже важливим — збереження його класичних ознак, зокрема відомої літературної традиції «Барвінку».
Ці принципи були покладені в основу нової програми та статуту видання і його доволі незвичної, як для ринкових умов, моделі суспільної відповідальності. Вони і визначили подальший курс «Барвінку».

Богдан Чалий, автор «Барвінка і Ромашки»

Попри всі труднощі перехідного періоду, журнал відносно швидко адаптувався до нових умов функціонування. Уперше було збільшено його обсяг, також скасовано російськомовний випуск. Скориговано читацьку аудиторію. У ній базовим став 8–12-річний вік і родини з переважно вищими вимогами до виховання та навчання дітей. Це дало змогу мати сталу передплату, і за цією позицією «Барвінок» незмінно перебуває у провідній групі серед півтори сотні дитячих видань.
Виходячи із своїх програмних завдань, у 1990-ті рр. журнал був змушений реагувати на відчутну нестачу потрібної читачеві книги. Тривалий час публікував народознавчі матеріали, художні твори за програмами позакласного читання, текстів яких гостро бракувало у школі, велику галерею літературних портретів хрестоматійних авторів, низку розповідей за біблійними мотивами тощо. Видання повертало до активного читацького вжитку заборонені раніше твори, зокрема В. Винниченка, О. Олеся, В. Короліва-Старого, С. Васильченка та інших українських письменників, не забуваючи при цьому правило першодруку творів сучасних авторів. Плідно у цей період працювали з журналом В. Нестайко, Д. Білоус, Г. Малик, А. Костецький тощо.
Однак на рубежі століть, коли під впливом різних чинників інтелектуальна, розвивальна й естетична функції дитячого читання помітно слабшали і воно почало сповзати до примітивізації світогляду, редакція усвідомлює необхідність змін у тематиці, тональності «Барвінку». Належало максимально наблизити його до потреби формування запиту дитини саме на корисну пізнавально-освітню й культурну інформацію, а також реагувати на загрози її здоров'ю, розставляти нові культурні маркери.

Степан Васильченко, письменник, педагог

Певною мірою етапним для «Барвінку» став «Меморандум співробітництва» (2006 р.), яким редакційно-авторський колектив задекларував необхідність найактивнішого впровадження у дитяче середовище нової дитячої культури з орієнтирами і цінностями ХХІ століття. До співробітництва було запрошено авторів шкільних підручників («Етики», «Історії України», «Основ здоров'я»), інших фахівців. Це забезпечило «Барвінку» його особливу якість — професійну компетентність в освоєнні проблематики, яку, орієнтуючись на фундаментальні запити суспільства і держави, позицію фахового середовища, журнал вважає пріоритетною. Відповідно змінилися тематика і структура видання, в якій тепер функціонує до двадцяти постійних рубрик. Вони добре організовані, кожна зі своєю «дитячою» назвою, персонажами, графічним зображенням і мовно-стилістичним сценарієм. Усі згруповані за тематичним принципом. Інформаційно-пізнавальні приковують читацьку увагу до фактів із різних сфер людського буття, найважливіших винаходів, які змінюватимуть світ, можливості людського організму, зокрема дитячого мозку тощо. Культурно-естетичні пропонують різножанрові художні твори та фольклор, матеріали, пов'язані з читацьким довкіллям, престижем книги, новинки дитячого кіно та комп'ютерних пізнавальних ігор. Мовно-історичні рубрики присвячені реальній мовній практиці школярів, розповідям, фактам про найхарактерніше й особливе для українського світу, а також для родової пам'яті та родинних стосунків. На початкових екологічних знаннях, розмаїтті світу природи, важливості здорового харчування зосереджені матеріали природничо-екологічних рубрик.

Дмитро Білоус

Окремо в журналі виділені розвивальні рубрики. Вони насичені конкурсними завданнями, дослідницькими мандрівками, тематичними кросвордами та вікторинами, тестами, які покликані заохочувати читача до самостійної роботи. Вона щедро стимулюється різними речовими призами, авторськими гонорарами, грантами, спеціальними дипломами та найпрестижнішими серед дітей іменними стипендіями. П'ятнадцять років у журналі діє своєрідна Барвінкова республіка зі своїм самоврядуванням, атрибутикою та правами її громадян, якими стають читачі. Саме через виразну спрямованість видання на заохочення читацької активності його ще позиціонують як журнал активного саморозвитку.
Літературна частина нинішнього «Барвінку» займає четверту частину кожного номера, і ця складова дає йому змогу бути помітним не лише в потоці дитячої періодики. Журнал залишився вірним своєму правилу першодруку найкращих творів сучасної літератури для дітей. Лише за останні роки у ньому благословилися на світ по кілька повістей Галини Малик та Івана Андрусяка, твори Ігоря Січовика, Марини Павленко, Ірен Роздобудько, а також Валентини Вздульської, Олекси Негребецького тощо. Усіх їх об'єднує те, що після першої появи в журналі вони вийшли окремими книжковими виданнями й зайняли найвищі рейтингові позиції, отримали літературні нагороди, в тому числі і міжнародні. А всього за останні 20 років «Барвінок» увів у культурний вжиток понад півсотні повістей сучасних авторів, кількасот творів малих жанрів. Регулярно звертається журнал і до зарубіжної класики, фольклору. Літературно-художні книжкові видання — не єдиний результат публікацій «Барвінку». Широкого розголосу набула книга мовознавця і письменниці Лесі Мовчун «Мовна лікарня…» («Навчальна книга — Богдан», Тернопіль, 2009), створена за матеріалами рубрики, яку веде авторка в журналі. Затребуваною у навчальних закладах також стала електронна версія «Школи виживання» — циклу матеріалів, опублікованих у «Барвінку» в рамках спеціального проекту, спрямованого на початкову профілактику шкідливих звичок. Третина шкіл України користується підручниками «Основи здоров‘я» видавництва «Алатон» (для 5–9-х класів, а з 2012 р. і для 1–4-х класів), редагованими редакцією журналу і з використанням його окремих матеріалів.
В оглядах дитячого читання «Барвінок» іноді відносять до видань універсального змісту. Він і справді охоплює широкий тематичний спектр, однак зосереджений лише на найголовнішому, що має входити до кола світоглядних цінностей юного читача. Оскільки друковане видання обмежене своїм обсягом, «Барвінок» вдається до поєднання різних виховних цілей, прихованого змісту, постійно у різний спосіб акцентуючи увагу дитини на тому, що у майбутньому світі вирішальними будуть її знання та здатність до саморозвитку.
Хоч освітяни та дитяча періодика на загал уже давно втратили характерні для минулого споріднені зв'язки, та все ж, за свідченнями «Початкової школи», газ. «Освіта України», ін. ЗМІ, а також читачів «Барвінку», їхніх батьків та вчителів, учасників регулярних програм Національного радіо, журнал і нині присутній у багатьох школах. Відзначається, зокрема, його здатність реагувати на нові виховні потреби. Наприклад, редакція вже публічно оголосила про підготовку проектів героїко-патріотичної тематики, яка стане затребуваною школою.
Авторитетне науково-методичне видання «Початкова школа», яке постійно тримає «Барвінок» у полі свого зору, відзначає його наполегливе прагнення не спокушати дитину легкими забавами, а спонукати її розум до роботи, задавати духовну та професійну вправність у досягненні мети (зокрема див.: «Барвінок» — винахідливі комбінації відомих елементів", № 9, 2013).
Видання вигідно вирізняється і своїм художнім оформленням, виразністю малюнка та його відповідністю жанрово-тематичній палітрі кожного номера і дитячому сприйняттю. Співпрацюючи з професійними художниками-ілюстраторами книжкової продукції, воно тяжіє до класичного оформлення, особливо художніх творів, намагається уникати поширеної нині комп'ютерної графіки.
В умовах, коли книга перебуває на периферії свідомості більшості людей, а дитячий журнал сприймається як розважальне заняття, «Барвінок» вважають таким, що руйнує цей стереотип. Оскільки за таких несприятливих обставин він зумів запропонувати «некомерційний» формат захопливого дитячого читання і спрямувати його на найважливіше у дитячому розвитку.
Через це «Барвінок» не зникає із загального українського інформаційного поля, про нього пише не лише професійна (педагогічна, літературна, культурологічна) преса, а й згадують у своїх оглядах «Дзеркало тижня», «День», «Україна молода», «Сільські вісті», а також «Сегодня», «Факты» та ін. Час від часу сюжети про журнал демонструються в ефірі провідних телеканалів, присутній він і в інтернет-просторі. Творчий доробок «Барвінку» у різних аспектах згадується у наукових, дисертаційних дослідженнях, академічних виданнях, антологіях і збірниках. Звичними стали і курсові та дипломні роботи за його матеріалами в різних університетах країни, щорічна практика київських студентів у редакції.
З 2013 р. журнал розповсюджується лише за передплатою. Її географія — всі адміністративні райони України, традиційно найбільше читачів має у Київській, Вінницькій, Полтавській, Дніпропетровській, Черкаській, Миколаївській областях. Також його передплачують майже всі бібліотеки для дітей. Деяка кількість примірників передається до недільних шкіл США (Детройт, Чикаго, Нью-Джерсі), Канади, Австралії, а також нових діаспорних громад в Італії, Іспанії, Естонії, Грузії, Туреччини.
Читацьку аудиторію «Барвінку» становлять порівну діти з міської та сільської місцевостей, у ній дещо переважають дівчатка. Батьки читачів зазвичай мають вищу освіту.
Як культурний продукт, що функціонує у рамках прийнятих норм і правил, у тому числі й цінових, журнал має обмежений фінансовий ресурс. Однак при цьому відмовився від публікацій на своїх сторінках комерційної реклами та передбаченої законодавством дотації з держбюджету.
Відповідно до Статуту видання не бере на себе жодних зобов'язань перед інститутами влади, політичними партіями, релігійними конфесіями, редакція визначає його зміст, тематику, ідейну наповненість винятково на власний розсуд. Маючи сталий авторитет, не відмовляється від офіційних знаків уваги. Журнал відзначено Почесною Грамотою Президії Верховної Ради УРСР (1978 р.) та Почесною Грамотою Кабінету Міністрів України (2003 р.), отримував привітання президентів України Л. Д. Кучми та В. А. Ющенка з нагоди своїх ювілеїв. В часи їхньої каденції усі працівники були відзначені почесними званнями, орденами і медалями, відзнак Верховної Ради та Уряду (2003, 2008 рр.), окремі ставали лауреатами громадських премій за оборону рідного слова, пропаганду української книжки. Також журнал отримав багато різних нагород як переможець всеукраїнських конкурсів.
Грудневий номер 2014 року — тисячний за ліком. У народній пам'яті зберігається як національний дитячий журнал. В усіх енциклопедіях, наукових, навчальних, довідкових виданнях зазначений як такий, що залишив слід у засвоєнні мільйонами дітей фундаментальних духовних цінностей, розвитку української літератури для дітей. Здобув реноме «класичного» видання, здатного спрямовано формувати запити дитини на найважливішу для неї пізнавально-освітню, культурну інформацію, знайомити її з цінностями українського світу, родини, спонукати до активної читацької діяльності та саморозвитку.
24 червня 2019 року редакція повідомила у номері журналу, що видання припиняє свою роботу через низьке зацікавлення дітей друкованими виданнями.